# S-Fone
S-Fone（越南語、英語：S-Fone Mobile），是一間位於越南的電信業者。提供越南國內之行動電話網路─CDMA2000頻率。